# 今澤哲男
今澤哲男（日语：／ Imazawa Tetsuo，1940年8月17日—），日本男性動畫導演、動畫演出家。出身於大分縣中津市。大分縣立中津北高等學校畢業。

## 經歷
高中畢業後曾在印刷公司上班，後來經由專修學校桑澤設計研究所的介紹才正式進入動畫業界。
從下游統包動畫工作室「Hatena Peoduction（ハテナプロダクション）」負責演出一職踏出他在動畫業界的第一步。Hatena Peoduction解散之後，1970年與同名動畫工作室時期認識的同僚香西隆男另外成立Junio工作室（日语：スタジオジュニオ，今改名Junio Brain Trust）。後在岡崎稔、永丘昭典等人也加入Junio工作室之下，以演出一職身為Junio工作室的代表在動畫業界活躍有很長的一段時間。1980年代初期從Junio工作室離職之後，將活動據點轉移至大型動畫公司東映動畫繼續參加演出的工作。　
代表作品方面，有負責演出的《新·巨人之星》、《大白鯨》、《太陽的使者 鐵人28號》、《六神合體Godmars》、《金肉人》、《超電動機器人 鐵人28號FX》、《數碼寶貝》系列等。

## 參加作品

### 電視動畫
- 彩虹戰隊羅賓（1966年－1967年，作畫）
- 鬼太郎 (第1作)（1968年－1969年，作畫）
- 赤胴鈴之助（1972年－1973年，分鏡）
- 荒野少年神槍手（日语：荒野の少年イサム）（1973年－1974年，分鏡）
- 柔道讚歌（日语：柔道讃歌）（1974年，演出）
- 金剛大魔神（1974年－1975年，演出）
- 山林小獵人 (1974年版)（1974年－1976年，演出）
- 少年德川家康（1975年，演出[1]）
- 一休和尚（1975年－1982年，演出[2]）
- 小甜甜（1976年－1979年，系列導演[注 1]、演出）
- 新·巨人之星（1977年－1978年，演出）
- 新·巨人之星II（1979年，演出）
- 大白鲸（1980年，總導演）
- 太陽的使者 鐵人28號（1980年－1981年，總導演）
- 六神合體Godmars（1981年－1982年，總導演）
- 金肉人（1983年－1986年，系列導演）
- 三國志（日语：三国志 (日本テレビ)）（1985年，導演）
- 鬼太郎 (第3作)（1985年－1988年，演出）
- 三國志II 在天空翱翔的英雄們（日语：三国志 (日本テレビ)）（1986年，導演）
- 七龍珠（1986年－1989年，分鏡）
- 變形金剛：超神 Master Force（1988年－1989年，系列導演）
- 金肉人 金肉星王位爭奪篇（1991年－1992年，分鏡）
- 超電動機器人 鐵人28號FX（1992年－1993年，總導演）
- 奪寶奇謀（1994年－1995年，導演）
- 甜蜜小天使 (1998年版)（1998年－1999年，演出）
- 數碼寶貝大冒險（1999年－2000年，演出）
- 神風怪盜貞德（1999年－2000年，演出）
- 爆裂戰士戰藍寶（2000年，系列導演）
- 數碼寶貝03馴獸師之王（2001年－2002年，演出）
- 數碼寶貝04無限地帶（2002年－2003年，演出）
- 金肉人II世（2002年，演出）
- 釣魚迷日記（2002年－2003年，系列導演）
- 怪 ～ayakashi～「四谷怪談」（2006年，系列導演）
- 數碼寶貝拯救隊（2006年－2007年，演出）
- 飛天小女警Z（2006年，演出）
- 真仙魔大戰（2006年－2007年，演出）
- 風之少女艾蜜莉（2007年，分鏡）
- 旁邊的兒童 我的火腿組（日语：はたらキッズ マイハム組）（2007年，系列導演）
- 洋葱和尚朝太郎（日语：ねぎぼうずのあさたろう）（2008年－2009年，演出）
- 怪談餐館（2010年，演出）

### 電影動畫
- （1976年，演出）
- 劇場版 新·巨人之星（1977年，演出）
- 劇場版 六神合體Godmars（1982年，導演）
- 少年肯尼亞（1984年，共同導演）
- 企鵝記憶幸福故事（日语：ペンギンズ・メモリー 幸福物語）（1985年，分鏡）
- （1987年，導演）
- 劇場版 魁!! 男塾 （1988年，導演）
- 天上篇 宇宙皇子（日语：宇宙皇子）（1990年，導演）
- 劇場版 小甜甜（1992年，導演）
- 叮噹小恐龍（日语：遠い海から来たCOO）（1993年，導演）
- 赫耳墨斯 愛宛如風（日语：愛は風の如く#映画）（1997年，導演）
- 劇場版 數碼寶貝03馴獸師之王：冒險者的戰鬥（2001年，導演）

### OVA
- 系列（1989年－1996年，導演）
- 代紋TAKE2 第II章（日语：代紋TAKE2）（1993年，導演）

### 遊戲
- 時空女孩TIME GAL（日语：タイムギャル）（1985年，動畫章節導演）

## 腳註

## 相關項目
- 日本動畫師列表（日语：アニメ関係者一覧）
- 東映動畫